# أوسكار لويجي سكالفارو
أوسكار لويجي سكالفارو (بالإيطالية: Oscar Luigi Scalfaro) ـ (9 سبتمبر 1918 ـ 29 يناير 2012) هو سياسي وقاضٍ إيطالي، كان الرئيس التاسع للجمهورية الإيطالية بين عامي 1992 و1999، ثم عضوًا مدى الحياة بمجلس الشيوخ الإيطالي. كان عضوًا بالحزب الديمقراطي المسيحي ثم انتقل إلى الحزب الديمقراطي الذي ينتمي إلى يسار الوسط.

## السيرة الذاتية
ولد سكالفارو في نفارة بمقاطعة نفارة، في 9 سبتمبر 1918، وهو ابن غيلييلمو، بارون سكالفارو (من مواليد نابولي، 21 ديسمبر 1888) وزوجته روزاليا أوسينو. نشأ في جو ديني. أصبح عضوًا في جمعية أزيوني كاتوليكا (العمل الكاثوليكي) في سن الثانية عشرة واحتفظ بشارة الجمعية على طية صدر السترة حتى وفاته.
درس سكالفارو القانون في جامعة ميلانو الكاثوليكية وتخرج في 30 يوليو 1941. في 21 أكتوبر 1942، التحق بسلك القضاء. في 1945، بعد نهاية الحرب العالمية الثانية، أصبح محامي ادعاء عام، وحتى اليوم، هو آخر محام إيطالي حصل على حكم بالإعدام ضد متهمين: في يوليو من ذلك العام، كان مع اثنين آخرين مدعيًا عامًا في المحاكمة ضد محافظ نوفارا السابق إنريكو فيزاليني والجنود أرتورو ميسياتو ودومينيكو ريتشي وسالفاتوري سانتورو وجيوفاني زينو ورافاييل إنفانتي، بتهمة «التعاون مع الغزاة الألمان». بعد جلسات نقاش استمرت ثلاثة أيام، حُكم على الستة بالإعدام. ونُفذت أحكام الإعدام في 23 سبتمبر 1945. في وقت لاحق، حصل على حكم إعدام آخر، ولكن عُفي عن المتهم قبل تنفيذ الحكم. في 1946 انتُخب عضوًا في الجمعية التأسيسية وفي وقت لاحق في 1948، أصبح نائبًا عن مقاطعة تورينو. أعيد انتخابه عشر مرات متتالية حتى 1992. كان مرتبطًا بالجناح اليميني في حزب الديمقراطية المسيحية.
وفي 25 مايو 1992، انتُخب رئيسًا للجمهورية الإيطالية، بعد أسبوعين من المحاولات الفاشلة للتوصل إلى اتفاق، وقد أدى مقتل القاضي المناهض للمافيا جيوفاني فالكوني إلى انتخابه. انتهت ولايته في مايو 1999، وأصبح تلقائيًا عضوًا دائمًا مدى الحياة في مجلس الشيوخ.
في 7 أبريل 1994، شارك سكالفارو في رئاسة الحفل البابوي لإحياء ذكرى المحرقة اليهودية في سالا نيرفي في مدينة الفاتيكان، إلى جانب البابا يوحنا بولس الثاني، وحاخام روما الأكبر إيليو تواف.
كان سكالفارو رئيس اللجنة الداعية إلى إلغاء الإصلاح الدستوري الذي أقرته أغلبية يمين الوسط السابقة في البرلمان العام السابق، في استفتاء 25 و26 يونيو 2006. اعتبر سكالفارو، إلى جانب جميع يسار الوسط، (وعدد قليل من شخصيات يمين الوسط أيضًا)، أن هذا الإصلاح يشكل خطرًا على الوحدة الوطنية بالإضافة إلى عدة أسباب أخرى. حقق معارضو الإصلاح فوزًا ساحقًا في الاستفتاء.
كان سكالفارو أكبر رئيس إيطالي سابق على قيد الحياة، وثاني أقدم عضو في مجلس الشيوخ، بعد ريتا ليفي مونتالشيني. وبالتالي تولى الرئاسة المؤقتة للجمعية المنتخبة حديثًا التي أعقبت الانتخابات العامة لعام 2006، إذ رفضت ليفي مونتالشيني هذا المنصب بسبب عمرها. مما جعله أحد السياسيين الثلاثة في التاريخ الإيطالي الذين تولوا رئاسة المناصب الثلاثة الأعلى مرتبة في الجمهورية الإيطالية: رئيس الجمهورية، ورئيس مجلس الشيوخ، ورئيس مجلس النواب، أما الاثنان الآخران هما ساندرو بيرتيني وإنريكو دي نيكولا.
كان سكالفارو كاثوليكيًا مخلصًا، وقبل ذلك، كان سياسيًا محافظًا ومناهضًا للشيوعية، ومع ذلك لم يثق بالعديد من أعضاء حزب الديمقراطية المسيحية الذين غيروا دعمهم، وانضموا إلى حزب فورزا إيطاليا، وكانت علاقته مع سيلفيو برلسكوني سيئة دائمًا. وقد أيد علانية ائتلاف يسار الوسط، الذي ضم الحزب الديمقراطي اليساري، وفاز في انتخابات 1996 و2006. وعلى الرغم من عمره، شن سكالفارو أيضًا حملة نشطة لصالح حركة «لا» في استفتاء يونيو 2006 حول الإصلاح الدستوري. كان قد اقترح ائتلاف بيت الحرية بزعامة برلسكوني هذا الإصلاح أثناء سيطرته على الحكومة.
خلال الحرب العالمية الثانية، في 1944، فقد سكالفارو زوجته ماريا إنزيتاري البالغة 20 عامًا، وأنجب منها ابنته ماريانا. لم يتزوج مرة أخرى.
بعد الانتخابات البرلمانية لعام 2008، طُلب منه مرة أخرى أن يترأس منصب رئيس مجلس الشيوخ مؤقتًا بعد أن رفضت ريتا ليفي مونتالشيني المنصب مجددًا، لكنه رفض هذه المرة.
توفي سكالفارو في 29 يناير 2012 في روما.

## روابط خارجية
- أوسكار لويجي سكالفارو على موقع الموسوعة البريطانية (الإنجليزية)
- أوسكار لويجي سكالفارو على موقع مونزينجر (الألمانية)
- أوسكار لويجي سكالفارو على موقع ديسكوغز (الإنجليزية)